# Santa Rita do Itueto
Santa Rita do Itueto là một đô thị thuộc bang Minas Gerais, Brasil. Đô thị này có diện tích 486,539 km², dân số năm 2007 là 5652 người, mật độ 12,4 người/km².